# Милтон Лејтам
Милтон Слокум Лејтам (енгл. Milton Slocum Latham; 23. мај 1827 – 4. март 1882) је био амерички политичар, шести гувернер Калифорније и члан Представничког дома и Сената. Био је гувернер са најкраћим стажом у историји Калифорније - мандат му је трајао само четири дана (од 9. до 14. јануара 1860). Лекомптонски демократа, Лејтам је био други гувернер Калифорније који је поднео оставку. Оставку је дао пошто је гласањем у скупштини изабран у Сенат како би попунио место упражњено пошто је Дејвид К. Бродерик погинуо у двобоју.